# スパイダーマン:ブランド・ニュー・デイ
『スパイダーマン：ブランド・ニュー・デイ』（原題：Spider-Man: Brand New Day）は、マーベル・コミックのスーパーヒーロー『スパイダーマン』をベースとした、2026年公開予定のアメリカ合衆国のスーパーヒーロー映画。
『スパイダーマン:ホームカミング』（2017年）、『スパイダーマン:ファー・フロム・ホーム』（2019年）、『スパイダーマン:ノー・ウェイ・ホーム』（2021年）に次ぐシリーズ4作目であり、マーベル・スタジオが制作する「マーベル・シネマティック・ユニバース」の第38作目である。

## あらすじ
ドクター・ストレンジの魔術によって、全世界の人々からピーター・パーカーに関する記憶が消されてから数年後、ピーターはニューヨークで一人暮らしをしながら、スパイダーマンとして自警活動を行っていた。しかし、新たな敵の出現により、再び自分の大切な人々に危機が訪れようとしていた。

## 登場人物・キャスト

### 主な登場人物
ピーター・パーカー / スパイダーマン
演 - トム・ホランド
放射能を浴びたクモに噛まれ、クモの特殊能力を得た大学生にして、“アベンジャーズ”の一員であるニューヨークのヒーロー。前作にてドクター・ストレンジの魔術によってすべての人々からピーター・パーカーに関する記憶が消されてしまった。現在はニューヨークで一人暮らしをしながら、自作のスーツでスパイダーマンとして自警活動している。
ミシェル・ジョーンズ（MJ）
演 - ゼンデイヤ
かつてのピーターのガールフレンド。しかし、ドクター・ストレンジによるすべての人々から記憶を消す魔術によってピーターのことを忘れてしまった。
ネッド・リーズ
演 - ジェイコブ・バタロン
かつてのピーターのクラスメイトであり親友。しかしMJと同様に、ドクター・ストレンジによるすべての人々から記憶を消す魔術によってピーターのことを忘れてしまった。
フランク・キャッスル / パニッシャー
演 - ジョン・バーンサル
重火器の扱いに精通した元海兵隊員。最愛の家族をギャングの抗争で殺された事をきっかけに、法の裁きの及ばない犯罪者を容赦なく抹殺する私刑執行人「パニッシャー」となる。
マック・ガーガン / スコーピオン
演 - マイケル・マンド
首元にサソリの刺青を掘っている殺人鬼。
ブルース・バナー / ハルク
演 - マーク・ラファロ
ガンマ線を大量に浴びたことで、感情の高ぶりに呼応して緑色の大男ハルクに変身する体質になった天才生物学者にして、“アベンジャーズ”結成時からのメンバー。
TBA
演 - セイディー・シンク
TBA
演 - ライザ・コロン=ザヤス
TBA
演 -  トラメル・ティルマン

## 制作
2025年夏に制作開始。